# 伊恩·布朗 (自行车运动员)
伊恩·布朗（英語：Ian Browne，1931年6月22日—2023年6月24日），澳大利亚男子自行车运动员。他曾代表澳大利亚参加1956年、1960年和1964年夏季奥林匹克运动会自行车比赛，其中1956年奥运会获得一枚金牌。